# Classe Argo
La classe Argo era una classe di sommergibili di media crociera della Regia Marina, costruita da due sole unità, Argo e Velella, entrati in servizio a partire dal 1936.
Le unità, ordinate inizialmente dalla Marina portoghese, furono acquistate dalla Marina italiana durante la costruzione, nel 1935. Si trattò di unità solide e dalle discrete prestazioni, prese a modello per sviluppare la classe Tritone.

## Unità

### Argo
Durante il secondo conflitto mondiale fu impiegato sia in Mediterraneo, dove svolse 14 missioni offensive e 17 di trasferimento, che in Atlantico (dal settembre 1940 all'ottobre 1941), dove compì in totale cinque missioni di guerra.
Ottenne alcuni successi, quali gli affondamenti in Atlantico della motonave Silverpine (5066 tsl) ed in Mediterraneo della nave antiaerea Tynwald (2376 t) e della motonave Awatea (13482 tsl, tuttavia già ridotta ad un relitto da attacchi aerei), nonché il grave danneggiamento, in Atlantico, del cacciatorpediniere HMCS Saguenay.
In seguito all'armistizio si autoaffondò a Monfalcone. Recuperato dai tedeschi e usato come bettolina, fu demolito nel dopoguerra.

### Velella
Nella seconda guerra mondiale ebbe un'attività bellica molto simile a quella del gemello: operò sia in Atlantico (dal novembre 1940 all'agosto 1941), con 4 missioni, che in Mediterraneo, con 17 missioni offensive e 14 di trasferimento.
Non colse alcun risultato accertato, anche se in Atlantico potrebbe aver colpito una nave cisterna di 7000 tsl ed un piroscafo di 3200.
Il 7 settembre 1943 fu silurato dal sommergibile HMS Shakespeare al largo di Punta Licosa e affondò con tutto l'equipaggio.